# Ben Cardin
Ben Cardin, Benjamin Louis Cardin (ur. 5 października 1943 w Baltimore) – amerykański polityk, członek Partii Demokratycznej. W latach 1987–2007 reprezentował trzeci okręg wyborczy w stanie Maryland w Izbie Reprezentantów Stanów Zjednoczonych, a od 2007 jest senatorem 1. klasy z Maryland.

## Kariera polityczna
Przez dziesięć kadencji był członkiem Izby Reprezentantów Stanów Zjednoczonych, reprezentując w latach 1987-2007 trzeci okręg wyborczy w stanie Maryland. Jego miejsce od 2007 przejął John Sarbanes, syn senatora Paula Sarbanesa. W wyborach do Senatu USA w 2006 Cardin pokonał Michaela S. Steele’a z Partii Republikańskiej uzyskując 54,20% głosów. Od 3 stycznia 2007 jest Senatorem 1. klasy ze stanu Maryland, gdzie zastąpił Paula Sarbanesa, który nie ubiegał się o ponowny wybór.
Ben Cardin i dwójka jego poprzedników jako członków Izby Reprezentantów z trzeciego okręgu wyborczego, Barbara Mikulski i Paul Sarbanes, byli senatorami Stanów Zjednoczonych reprezentującymi stan Maryland.

## Odznaczenia
- Krzyż Komandorski Orderu Gwiazdy Rumunii (Rumunia, 2017)[1]